# 偽基百科
伪基百科是一个戏仿维基百科的讽刺百科全书，介面程式為MediaWiki，圖標多使用戏仿維基百科標誌的“拼图土豆”标志。伪基百科也模仿维基百科“人人可编辑的自由百科全书”口号，自称为“人人可編輯的惡搞百科全書”。伪基百科于2005年作为一个英文wiki站建立。截至2022年6月8日，伪基百科目前已经拥有85种语言版本以及模仿其他wiki站的几个子项目，其中條目數最多的語言版本是葡萄牙语版（约6.1万），英式英语版和英语版（约3.6万）次之，而汉语（约0.8万）及正体中文版（约0.7万）条目数则分别位列第12及第14名。。伪基百科英文版的名称来自于un-+encyclopedia。
从尖锐的讽刺到轻微的挖苦，再到各种精心组织的圈内笑话和频繁的不当推论，在伪基百科中，各种风格的幽默都会被用作戏仿工具。伪基百科因为其中关于宗教、名流、地点、政治及伪科学等争议主题的条目而受媒体关注。
伪基百科在各种语言版本的许多条目中都会包括接连维基百科的链接。正体伪基百科会称“為了讓那些喝中共奶水、吃太多呆丸長大而罹患幽默感退化的人們早日息勞歸主，維基百科有一個主題關於：[页面名称]。”此外，正体伪基百科有时也会使用其他的文字提供接连中文或其他语言维基百科的链接。此外，伪基百科也有接连其他同语言知名网络百科全书的模板：例如英文伪基百科接连保守百科的模板，以及正体中文伪基百科接連香港網絡大典、百度百科的模板。

## 历史

摘自英文伪基百科的“关于”页面。这一页面通向维基百科的链接突出了其对维基百科的讽刺方式。

2005年1月5日，乔纳森·黄（用户名为"Chronarion （页面存档备份，存于）"）与他在伪基百科的联合创始人（用户名为"Stillwaters （页面存档备份，存于）"）发起了伪基百科。这一网站当时位于uncyclopedia.org。2006年7月，伪基百科被Fandom收购。
2013年1月，作为对Wikia的审查、插入广告及实施内容警告的回应，部分伪基百科编辑者及管理员在en.uncyclopedia.co设立了一个英文伪基百科的分叉。2019年5月14日，Fandom终止托管所有语言版本的伪基百科，英文伪基百科的Fandom站点于此时被移动至uncyclopedia.ca，并于2021年9月被移动至uncyclopedia.com（但英文伪基百科没有因此合并，并且仍具有英式英语版及英语版两个语言版本）。英文伪基百科的Fandom版本目前仅会显示一个不是有效wiki的着陆页。
此外，英文伪基百科在mirror.uncyc.org也有一个仅用于作为部分伪基百科页面的备份副本的网站镜像。

## 架构
与维基百科相同，伪基百科也采用MediaWiki软件。但因为Fandom大规模修改了MediaWiki版本1.19，Fandom的伪基百科无法兼容之后的MediaWiki版本。2018年5月，Fandom声称因为遵守通用数据保护条例的必要性，站点已放弃支持伪基百科为模仿维基百科而设计的Monobook皮肤。，并警告称本地权变措施在默认情况下无法扩展至新用户及新编辑者。于所有伪基百科语言分站都从Fandom中迁离或移除后使用Vector皮肤（于手机版为MinervaNeue皮肤）继续模仿维基百科。
伪基百科也有其他的语言版本（见下）。它们有时会使用独立域名：在2007年的34个语言版本中，有20个（58.8%）伪基百科语言版本托管于Wikia，6个（17.6%）伪基百科语言版本托管于专用的非Wikia服务器"Uncyclopedia Babel"；但截至2022年6月8日，已有82.3%（85个中的70个）个伪基百科语言分站都将网站托管于"Uncyclopedia Babel"下。伪基百科于2006年创建了一个元伪基以协调这些伪基项目（被统称为"Uncyclomedia Babel Project")。
所有伪基百科计划都由各自的成员独立运行，但部分成员拥有跨伪基账号。伪基百科具有跨语言链接，但没有一个可以与负责监管维基百科及其姊妹项目的维基媒体基金会相比的全球管理组织（部分伪基百科使用元伪基，也有的使用Miraheze的Meta）。

## 内容
根据许可协议，英文伪基百科的内容都可使用知识共享 署名-非商业性-相同方式共享 3.0 （CC BY-NC-SA 3.0）协议发布，但部分图像受到著作权保护。但不同语言版本的伪基百科可能会采用不同的许可协议：例如繁体中文就使用了知识共享 署名-非商业性-相同方式共享 2.5（CC BY-NC-SA 2.5）协议。目前伪基百科的英式英语版和英语版分别有约3.6万个条目，而汉语及简体中文版则分别由约0.8万个和约0.7万个条目。

### 文章

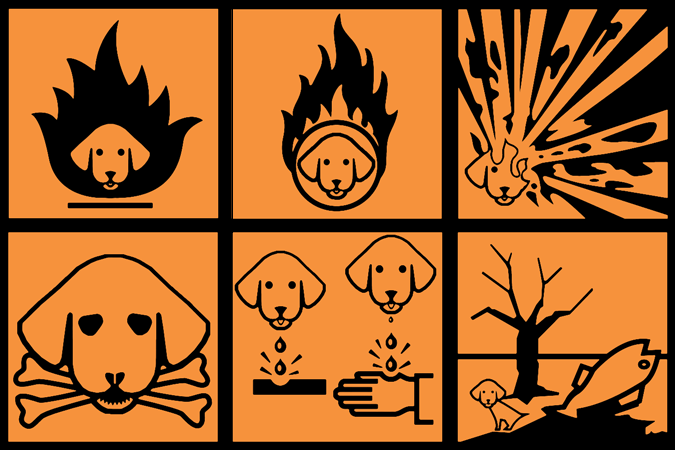
伪基百科有时会使用视觉传达设计，例如包含狗图案的欧盟危险性符号作为对条目文本的补充。

伪基百科鼓励接近或类似实情的讽刺，但许多伪基百科文章都使用了超现实幽默，很少甚至不会保持事实的正确性：例如伪基百科关于维基百科恶搞了伪基百科而非相反。伪基百科中许多文章，甚至是许多描述相同项目的文章都自相矛盾。
伪基百科有两条主要行为守则：“要滑稽而不只是愚蠢”和“别当混蛋”。
英文伪基百科的部分项目页面也会戏仿维基百科对应页面并将其用于类似目的，受戏仿的项目页面有Wikipedia:五大支柱和Wikipedia:同行评审等；此外，伪基百科在首页界面上也模仿了维基百科：英语、汉语和正体中文伪基百科的首页都模仿维基百科设立了典范条目、新条目推荐、新闻动态及每日图片等栏目。英文伪基百科也会鼓励文章讲述等音频方面的贡献。伪基百科条目通常会以一般系误引或的杜撰的引文开头。英文伪基百科中最常出现的引文是归于王尔德名下的杜撰引文。一篇文章声称，与小猫吸引 （页面存档备份，存于）相同，发明王尔德引文是“英国的国技”。随着这类引用的泛滥干扰到了伪基百科的文章本身，英文伪基百科开始禁止了它们的使用。
伪基百科具有关于自爽文，亦即是由利益相关个人所撰文章的政策。英文伪基百科在自爽文引发了严重口水战后禁止了它们。伪基百科不会监督利益冲突，但拥有分别类似于页面存废讨论和快速删除的“鬼文去留投票 （页面存档备份，存于）”和速删鬼文 （页面存档备份，存于）（英語："）。
伪基百科也会有一些“与描述事物类似”的页面，例如英文伪基百科在2005年最受欢迎的页面AAAAAAAAA （页面存档备份，存于）就是一个内容与图像均由A组成的无意义页面。

### 兄弟计划
除此之外，伪基百科也包含几个被称为“鸡精会兄弟计划”的次要项目。截至2021年，英文、正体中文及汉语伪基百科分别有16个、8个和6个子项目（包括伪基百科本身），其中许多项目［如伪基新闻、偽基辭典、伪基文库和元伪基］都类似于维基媒体基金会对应项目，部分项目（例如戏仿游戏书的偽基動漫遊戲以及戏仿iTunes的UnTunes）则戏仿了其他和维基百科不相关的项目。

## 新闻报导
除了许多地方及地区性报纸及期刊之外，世界各地的一些著名新闻出版物也引用了伪基百科。2005年，《纽约时报》专栏在报导“飞天意面神教”时提到了伪基百科的飞天意面神条目。台北时报等其他报纸随后转载了这则报导。2007年5月，杂志《.net》以伪基百科为主题采访了乔纳森·黄。许多其他文章都将主题集中于伪基百科的特定条目中——这其中最著名的例子是《Arizona Daily Star》就主题集中于亚利桑那州图森的条目，而《塞浦路斯邮报》的文章就会将主题集中于塞浦路斯的条目中。
此外，也有几篇论文，尤其是技术及互联网相关论文概括了伪基百科的内容，《Boston Herald》和《衛報》就以这种方式引用了伪基百科。也有一些关于Wikia和维基百科的位置只是顺便提及了伪基百科的名称，例如《The Register》讨论席根塔勒传记事件的社论就仅提到过一次伪基百科。伪基百科也被《个人电脑杂志》和星期日电讯报分别列入“前100个有待探索的网站”和“最有用的101个网站”。《西雅图邮讯报》认为，伪基百科是wiki界的《洋葱报》。

## 批评与争议
同时，伪基百科的文章也受到奥克兰国王学院、《西北晚报》、北爱尔兰政治家詹姆斯·麦克卡里、英国什罗普郡及特尔福德公民领袖、《苏城日报》、《霍克湾日报》和《洛哈伯报》（英語：Lochaber News）的批评。
2008年1月，马来西亚国内安全部发布了一条指示，以提醒公众人物不要相信伪基百科。部门称伪基百科关于马来西亚的条目“提供不属实的讯息，并刊载含有侮辱、轻蔑大马的内容和意识”。
伪基百科使用了类似于维基百科的布局，这可能会混淆因缺乏认识而将其中内容误解为事实的用户。
2012年11月，俄罗斯经贸与卫生调查局在法律上禁止了俄语伪基百科的页面"HowTo:Commit suicide"。俄语伪基百科管理员爱德华·契尔年科根据由俄罗斯宪法保障的科学与文化权提出了起诉，起诉没有成功。于诉讼过程中，俄罗斯政府及专家声称俄语伪基百科故意提供向儿童自杀指南，以增加俄罗斯儿童的自杀数。截至2013年，該案目前仍在歐洲人權法院中。
2014年，俄语伪基百科的页面"HowTo:Make a bomb at home" 被列入俄罗斯极端主义材料清单中。
2017年，俄语伪基百科的两个页面"HowTo:Bathe a cat"和"HowTo:Make a nuclear bomb"分别因为“鼓励对动物施暴”和“是武器制造信息”受到禁止。
2014年8月，由于缓存问题，Greggs在谷歌个人资料上的标志暂时被错误地替换成伪基百科该主题文章的标志。这造成了公司的公关危机。

## 其他语言
截至2022年6月8日，伪基百科目前已经拥有包括英语版的85种语言版本，伪基新闻则已具有包括英语版的21个语言版本。2005年6月，伪基百科的第一个非英语版本法语版建立。于2008年2月20日，伪基百科出现了第50个语言版本，威尔士语版。
所有语言版本的伪基百科都可以自行选择独特的标识，但大多数语言版本都选择了类似于英文伪基百科的标志和名称。例如英语和德语伪基百科的名称就都是"Uncyclopedia"。
下方会介绍伪基百科条目数最多的几个语言版本。

### 波兰语伪基百科
波兰语伪基百科（波蘭語：Nonsensopedia）是伪基百科的波兰语版本，目前已脱离其他语言版本独立运行。其建立于2005年9月5日，并且截至2022年6月17日具有逾17,000个页面。它曾经托管于Wikicities（今Wikia），但已于2019年3月转移至nonsa.pl。不同于其他语言版本的伪基百科，波兰语伪基百科更重视遵守著作权，并且会鼓励用户上传免费内容。

### 丹麦语伪基百科
丹麦语伪基百科于2006年由用户Lhademmor （页面存档备份，存于）建立。其名称没有大多数伪基百科语言版本中含有的"pedia"。除此之外，它没有使用“拼图土豆”标志，而是模仿了丹麦最大报纸《Ekstra Bladet》的标志。
截至2022年6月14日，丹麦语伪基百科已拥有约9,500篇文章。与挪威语伪基百科相同，丹麦语伪基百科会因瑞典语伪基百科质量差而指责瑞典人没有幽默感。这一网站的站内梗包括对查克·诺里斯的英雄崇拜，以安徒生风格写作并自称为同性恋，以及虚构出人物Omboo Hankvald、Hermod Spademann、Gubernichte Hankvald（Omboo Hankvald之母）和Troels Hartmann。丹麦语伪基百科中上帝的图片类似于贝瑞·怀特。

### 德语伪基百科
德语伪基百科（德語：Stupidedia）是一个以讽刺主题文章为特色的奥地利wiki，其德语名称来自stupid（中文：愚蠢的）+encyclopedia)。2004年12月17日，大卫·苏夫卡（德語：David Sowka）建立了德语伪基百科，这使它成为了首个已知的幽默wiki。2010年，它作为伪基百科德语版加入了伪基百科家族。截至2014年3月，德语伪基百科拥有至少22,412篇文章，是最大的德语幽默wiki。德语维基百科的口号是“Wissen Sie Bescheid? Nein? Wir auch nicht!”（中文：你知道实情吗？不知道？我也一样！）

### 俄语伪基百科
俄语伪基百科（罗马化：Absurdopedia）是伪基百科的俄语版本，最初在2006年2月24日由Wikia托管于absurdopedia.wikia.com。2010年8月，俄语伪基百科的一个分叉于absurdopedia.net建立。2019年3月，原俄语伪基百科作为伪基百科的“奥尔巴尼亚语版本”移动至absurdopedia.wiki。

### 法语伪基百科
法语伪基百科（英語：Désencyclopédie）于2005年6月30日由魁北克省的多个博客作者建立。在网站的管理逐渐荒废后，使用法语的志愿者接管了这一网站。2019年4月20日，Fandom（前Wikia）禁止了法语伪基百科在法国的访问。可以在他们所在的另一站点查看和编辑符合Fandom条件的文章。

### 芬兰语伪基百科
芬兰语伪基百科（芬蘭語：Hikipedia）于2005年4月建立，其芬兰语名称源自芬兰语hiki（中文：甜）+encyclopedia，并且恶搞了Wikipedia的名称。芬兰语伪基百科最初是一个独立wiki，在之后加入了伪基百科计划。截至2022年6月14日，芬兰语伪基百科共有约7,000个条目和约45,000个页面。

### 荷兰语伪基百科
荷兰语伪基百科（荷蘭語：Oncyclopedia）于2006年6月建立，其文章于半年内增长至约350篇。荷兰语伪基百科在2007年3月已有500篇文章，但之后荷兰语伪基百科成立了子项目荷兰语伪基词典，并将150篇短文移入其中，这几乎使得网站的新贡献数翻倍。荷兰语伪基百科具有一个虚构的无线电台OnRadio，它只能在伪基百科博客上收听。荷兰语伪基百科因为其中关于Emo、东京饭店和自杀的文章而闻名。这些文章曾受到大量批评，而管理员认为这些评论具有破坏性质，并且因而几乎没有作出任何回应。管理员有时会封禁批评者，即使他们只骂了脏话。截至2022年6月8日，荷兰语伪基百科共有约3,000篇条目。
荷兰语伪基百科具有一个伪基城邦计划，这给予了荷兰语伪基百科了一个虚构城邦（亦即伪基城邦），以及一个独立的，基于文章数量、用户权限和用户任务的排名系统。

### 捷克语伪基百科
2005年1月，英文伪基百科中出现了一篇以捷克语写就的文章，罗斯·黑德维切克（捷克語：Ross Hedvíček）。同年8月，捷克语伪基百科（捷克語：Necyklopedie）独立建立。捷克语伪基百科于同年9月达到14,000篇条，并于2007年8月达到了23,000篇条目。2015年9月，捷克语维基百科超过30,000篇条目，并成为了第二大的伪基百科语言版本。2016年，因为管理员删除了大部分低质文章，捷克语伪基百科的条目数大幅下降。
捷克语伪基百科自称自身由虚构人类亚拉·齐姆尔曼创造。

### 葡萄牙语伪基百科
葡萄牙语伪基百科（葡萄牙語：Desciclopédia）是伪基百科的葡萄牙语版本，也是最大的伪基百科语言版本，截至2025年8月6日共有逾6.9万个条目。葡萄牙语伪基百科建立于2005年8月，并且自称自己主要来源于罗伯特博士（葡萄牙語：Doutor Roberto）的独立创意，这讽刺了巴西环球电视网的已故强大所有者罗伯托·马里尼奥。葡萄牙语伪基百科的幽默通常会以巴西名人为目标，例如百岁女喜剧演员德西·贡萨尔维斯就曾被描述为类似于《花花公子》的杂志《花花老者》（英語：Playold）工作的封面模特，而女演员克劳迪娅·拉亚则被描述为一条鳐鱼。类似于路易斯·伊纳西奥·卢拉·达席尔瓦的政治领袖以及歌手、运动员等公众人物也经常会成为葡萄牙语伪基百科戏仿的受害者。
葡萄牙语伪基百科会对部分次要项目使用各种域名hack，例如葡萄牙语伪基新闻和葡萄牙语伪基辞典。

### 日语伪基百科
日语伪基百科（日語：アンサイクロペディア，日語發音：[Ansaikuropedia]）是伪基百科第四大的语言版本，截至2022年6月17日共有20,000个条目。其名称来自Uncyclopedia的片假名转写。日语伪基百科在2005年12月建立。

### 西班牙语伪基百科
西班牙语伪基百科（西班牙語：Inciclopedia）是伪基百科的西班牙语版本，于2006年2月为容纳西班牙语幽默wiki网站Frikipedia中因站点关闭而删除的内容而建立。因为全國普通著作者協會受到了Frikipedia中关于它们的条目的激怒，Frikipedia在受到其起诉后关闭。Frikipedia在之后重新建站。
智利民谣歌唱家埃尔·蒙泰阿吉利诺以及参议员佩德罗·穆尼奥斯称他们对于西班牙语伪基百科以及该网站对智利国旗等国家象征的嘲弄存在不满。西班牙电视频道Cuatro下的电视节目Noche Hache在支持伊娃·阿切参选西班牙总统的玩笑中也提到了西班牙语伪基百科。

### 希腊语伪基百科
希腊语伪基百科（希臘語：Frikipaideia）是伪基百科的希腊语版，其希腊语名称源自φρίκη（中文：震颤）+εγκυκλοπαίδεια。2006年2月28日，希腊语伪基百科建立；据以希腊语维基百科管理员Dada为首的维基人提议，这一站点被命名为（Uncyclopeia一词的希腊化）。2006年9月20日，这一站点经提议改名为Frikipaideia。截至2021年12月26日，希腊语伪基百科共至少有3,200篇文章及2,083个活跃用户。希腊语伪基百科曾称自身有超过1,100万名注册用户，但这比实际的注册数要大一百倍。这一站点在2006至2010年最为活跃，且直到2019年在伪基百科转移至独立站点时仍重要地保持活跃。2019年后，希腊语伪基百科在数月中都处于不活动状态，而自2020年以来，归功于新一代贡献者，希腊语伪基百科已经相当活跃。希腊语伪基百科具有子项目希腊语伪基教科书和希腊语伪基新闻。

### 意大利语伪基百科
意大利语伪基百科（義大利語：Nonciclopedia）是伪基百科的意大利语版本，建立于2005年11月3日，并且截至2022年6月16日共有逾14,000篇文章。意大利语伪基百科具有许多次要项目，例如Manuali、伪天宫图、意大利语伪基新闻以及Walk of Shame，它们收集了意大利语伪基百科中最好的文章。与其他语言版本的伪基百科类似，意大利语伪基百科有一个用于Article of the Week的空间，并且部分页面具有包含页面内容语音叙述的音频文件。在意大利语伪基百科的幽默文章中，主要的主题有维基百科、查克·諾里斯、皮埃尔·保罗·帕索里尼、西尔维奥·贝卢斯科尼、Emo亚文化、尼采、杰尔马诺·莫斯科尼、虚构国家瑞威和意大利语伪基百科破坏者。在主要是菜鸟的编辑者滥用了查克·诺里斯、瑞威和emo亚文化题材后，意大利语伪基百科禁用了它们，并且只在极少数情况下会允许使用。2011年8月，因瓦斯科·罗西的法律威胁，管理员短暂关闭了意大利语伪基百科。脸书等社交网络网站强烈抗议了此事。

### 中文版伪基百科
中文版偽基百科因社群矛盾而被分成汉语和正体中文兩種。至少从2014年6月开始，所有中文版伪基百科都开始因恶搞习近平、江泽民、共产党、中国政府等原因被防火长城封禁，但英文伪基百科等语言版本的伪基百科未受影响。部分偽基人認為偽基百科有將汉语以及正体中文合二為一的趨勢，但雙方站長均否定這一說法。

#### 正体中文伪基百科
正体中文伪基百科会以不直白的色情及谐音梗等方法恶搞。2008年前后，正体中文偽基百科曾被TVBS、凤凰卫视等多家港台媒体所报道，报道评价称正体中文伪基百科無厘頭而用詞辛辣，但这也说明正体中文偽基百科可能会因政治上的偏見而引发争议。截至2016年11月末，正体中文伪基百科有约6,500篇条目。截至2020年6月20日，正体中文偽基百科共有约7,000篇条目。

#### 汉语伪基百科
与正体中文伪基百科相同，汉语伪基百科的主要編輯者為臺灣人或香港人。受Fandom決定關閉Fandom上所有語言下的偽基百科社區的影响，汉语偽基百科已于2019年搬遷到Miraheze旗下。截至2016年12月初，汉语伪基百科有约7,500篇条目。。截至2020年6月20日，汉语偽基百科共有约8,000篇条目。
中文伪基文库
於2023年11月2日独立，至2024年7月22日有216部著作。架设在Miraheze。

### 其他
- 世界语伪基百科：Neciklopedio。[109]
- 德语伪基百科：Kamelopedia。
- 乌克兰语伪基百科: Інциклопедія。[110]
- 塔加洛语伪基百科：Pekepedia。[111]
- 印度尼西亚语伪基百科：Tolololpedia。[112]
- 马来语伪基百科：Bodohpedia。[113]
- 瑞典语伪基百科：Psyklopedin。
- 泰语伪基百科：ไร้สาระนุกรม（来自สารานุกรม（中文：伪基百科）+nonsense（中文：废话）。它将维基百科称为Wigrianpedia，这一名称来自于วิกิพีเดีย中文：维基百科+เกรียน（中文：丧恸）。[114]
- 韩语伪基百科：백괴사전。[115]